# Ciel de France
Ciel de France était une revue française d’aviation.

## Généralités
La revue Ciel de France consacrée à l’aviation apparaît en mars 1946. De périodicité mensuelle, elle se présente alors comme l’organe officiel de la Fédération nationale aéronautique (FNA) qui devient rapidement Fédération française aéronautique (FFA).
La revue porte les mentions « Jeunesse - Sports aériens - Aviation pratique ». Le numéro 29 de Ciel de France paraît en août 1948.

## Correspondants permanents
- Guillaume Busson (1885-1958)